# Hiteno
Hiteno je naselje u slovenskoj Općini Bloki. Hiteno se nalazi u pokrajini Notranjskoj i statističkoj regiji Notranjsko-kraškoj. 

## Stanovništvo
Prema popisu stanovništva iz 2002. godine naselje je imalo 20 stanovnika.